# Otiorhynchus bisulcatus
Otiorhynchus bisulcatus — вид долгоносиков-скосарей из подсемейства Entiminae.

## Распространение
Распространён на юге Прикарпатья.

## Описание
Жук длиной 10-14 мм. Имеет чёрную окраску. Равномерно опушен мелкими серыми или коричневыми волосками, имеющих зеленоватый металлический оттенок. Надкрылья на диске без явственных точечных бороздок, всюду в густых мелких равномерных зёрнышках, не морщинистые. Вершины надкрылий самцов отчётливо заострённые, у самок слабо вогнутые.

## Экология
Жуков можно встретить на лещине (Corylus) и ольхе (Alnus).